# Flughafen Tscholpon-Ata

i8
i11
i13
Der Flughafen Tscholpon-Ata (kirgisisch Чолпон-Ата аэропорту, ICAO-Code: UAFG, RU-LID: ЧЛА) war der Flughafen der Stadt Tscholpon-Ata im Rajon Yssyk-Köl in Kirgisistan.

## Geschichte
Der Flughafen wurde in den 1930er Jahren als Piste am Yssyk-Köl, dem größten See Kirgisistans, eröffnet. Die heutige Landebahn stammt aus den 1970er Jahren.
Der Flughafen ist nicht mehr in Betrieb, an seine Stelle tritt der nahegelegene Flughafen Tamtschi-Yssyk-Köl. Die ehemalige Start- und Landebahn wird als Straße genutzt. An deren nördlichen Ende befindet sich das Staatliche Historische Freilichtmuseum Yssyk-Köl. Die Einrichtungen sind verlassen.